# Mainau
Mainau is een eiland in het Bodenmeer. Het meer ligt op de grens van Duitsland, Zwitserland en Oostenrijk.
Het eiland behoort tot het district Litzelstetten-Mainau, een stadsdeel van Konstanz, gelegen in de Duitse deelstaat Baden-Württemberg. Mainau ligt aan de Oberschwabische Barokke Weg. Nabijgelegen plaatsen zijn Überlingen en Meersburg. Vanaf de Duitse zijde is het eiland over een dam en een brug bereikbaar. Aan de andere kant is er een haven met een kleine aanlegsteiger voor de rondvaartboten op het Bodenmeer.

## Geschiedenis
De eerste sporen van bewoning van het eiland Mainau dateren van rond 3000 v.Chr., ongeveer vanaf het begin van de Bronstijd. 
In het jaar 15 v.Chr. onderwierpen de Romeinen in een mini-zeeslag de lokale Kelten, de Raetiërs, die het eiland en de oevers van het meer bewoonden. Het eiland Mainau was vanaf 16 v.Chr. een fort, een scheepswerf en een vlootbasis voor de Romeinse oorlogsvloot. De Romeinen hadden van hieruit de controle over het Bodenmeer.  
Mainau was van de 9e tot de 13e eeuw in het bezit van het klooster der benedictijnen van Reichenau, een kloostereiland dat eveneens in het Bodenmeer gelegen was. Als stichting verviel Mainau in 1272 aan de commandeur der Duitse Ridderorde, de Duitse Orde.
De bouw van de barokke kerk van St. Mary begon in 1732 onder architect Johann Caspar Bagnato. De fresco's in de kerk zijn in 1737/1738 gemaakt door Franz Joseph Spiegler. Bagnoto bouwde het barokke paleis – door water omgeven eerder een slot te noemen –  in 1746. 
In 1806 werden met de inbeslagname van kerkgoederen in de periode van Napoleon de kerk, het eiland en het barokslot toegevoegd aan het groothertogdom Baden. Daarna werd het een soort tweede huis van telkens wisselende adellijke families. 
In 1853 werd het eiland met opstallen door het geslacht Esterházy voor veel geld verkocht aan groothertog Frederik I van Baden. Groothertog Frederik I van Baden gebruikte het van 1857 tot aan zijn dood in 1907 als zomerverblijf. Hij liet een park aanleggen dat plaats bood aan een arboretum met vele soorten tropische bomen, die hij merendeels zelf van zijn reizen meebracht. 
In 1932 kwam het eiland in bezit van een achterkleinzoon van Frederik I, graaf Lennart Bernadotte von Wisborg (1909-2004), voorheen prins van Zweden en hertog van Småland. In 1974 brachten graaf Lennart en diens tweede echtgenote, gravin Sonja Bernadotte, het eiland onder bij de Mainau GmbH, met de Lennart-Bernadotte-Stiftung (Lennart Bernadotte Foundation) als  grootste aandeelhouder. 
Gravin Sonja, die in 2008 overleed, leidde de Mainau GmbH vele tientallen jaren naar de ideeën van haar man. In 2007 werden de in 1974 geboren Bettina, de oudste dochter van Lennart en Sonja, samen met haar broer, de in 1975 geboren graaf Björn Bernadotte, hoofd van de Mainau GmbH. Bettina is gehuwd met de in 1972 in Lindau geboren Philipp Haug, die opgroeide in de wijngaard van zijn ouders. Zij hebben samen drie kinderen en bewonen het barokslot nog steeds. 

## Bezienswaardigheden
Op het 45 hectare grote eiland staan van april tot oktober in ieder seizoen duizenden planten in bloei. In de lente narcissen, tulpen, hyacinten, in mei rododendrons, waaronder azalea's, vanaf juni allerhande zomerbloemen, waaronder vele rozen, in de herfst 200 soorten dahlia's. Het eiland telt tevens een verzameling van 5000 soorten orchideeën en door het milde klimaat aan het Bodenmeer groeien hier ook palm-, sinaasappel-, mandarijn- en citroenbomen. Aan de haven ligt een restaurant voor de bezoekers. 
Met ontvangsten van de meer dan 1.500.000 bezoekers per jaar financiert de Lennart-Bernadotte-Stiftung de tuinaanleg en -onderhoud, de beplantingen en een vlindertuin. Deze vlindertuin is aangesloten bij de International Association of Butterfly Exhibitors and Suppliers (IABES). Ook het onderhoud van de historische gebouwen – het kasteel, waarvan twee kamers middels een tentoonstelling te bezichtigen zijn, de barokke kerk en vele serres – wordt bekostigd door de Lennart-Bernadotte-Stiftung, een liefdadigheidsstichting die ook kunst, wetenschappen en natuur- en landschapsbescherming steunt.

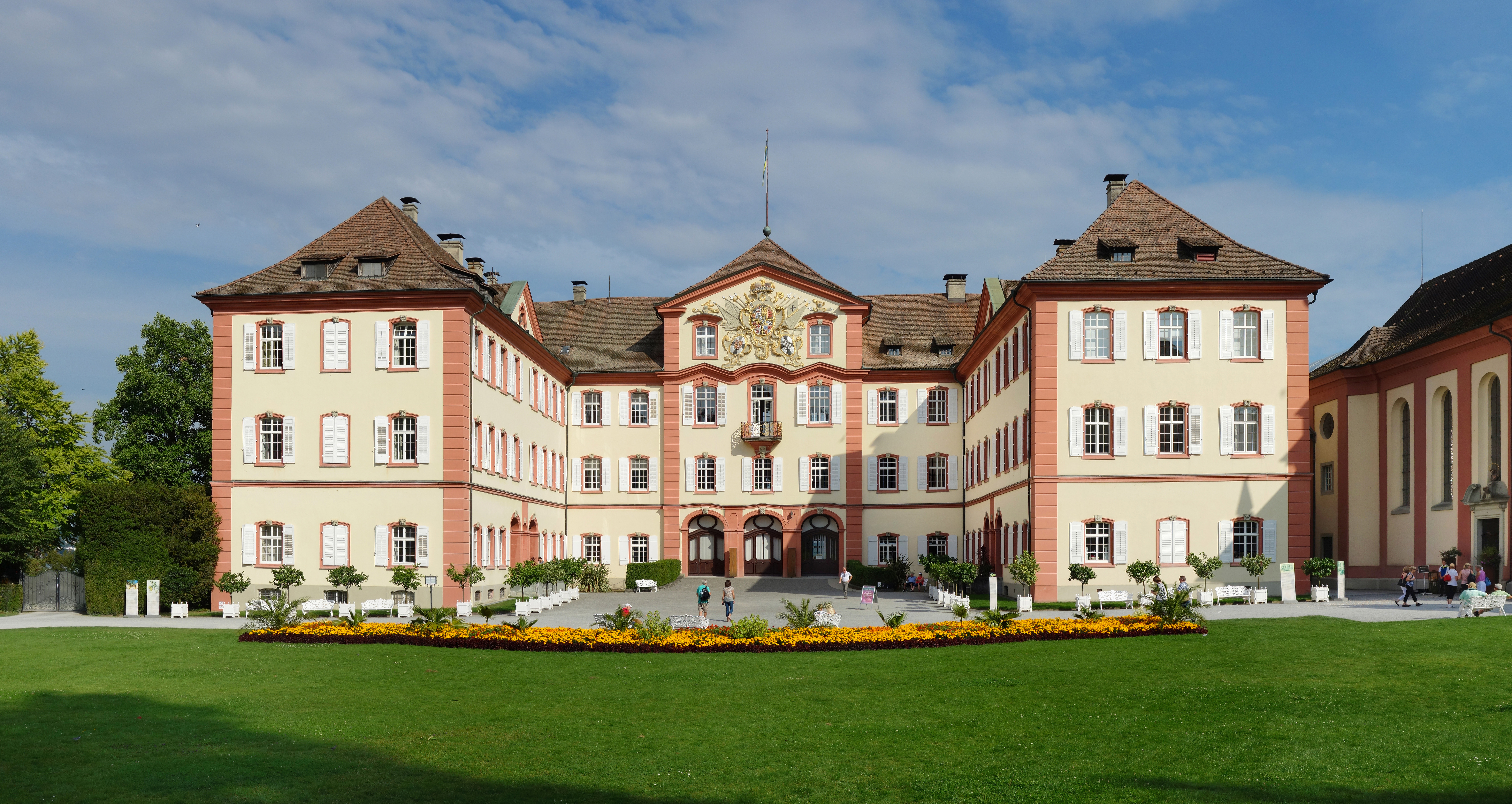
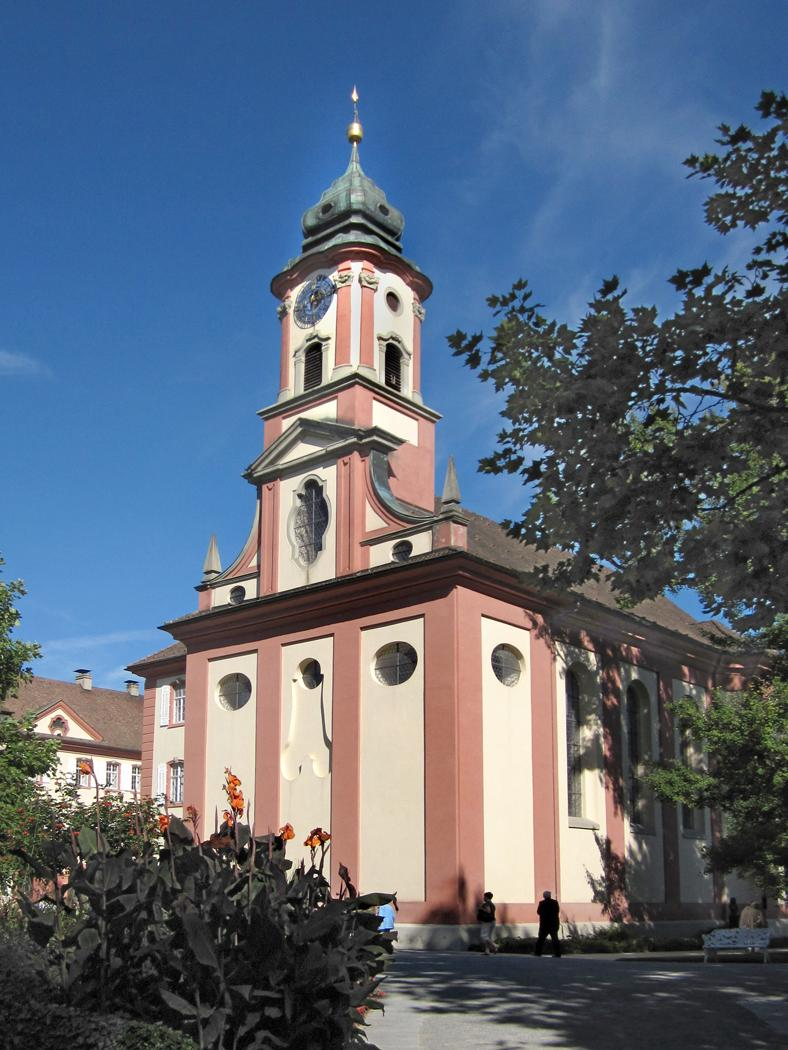
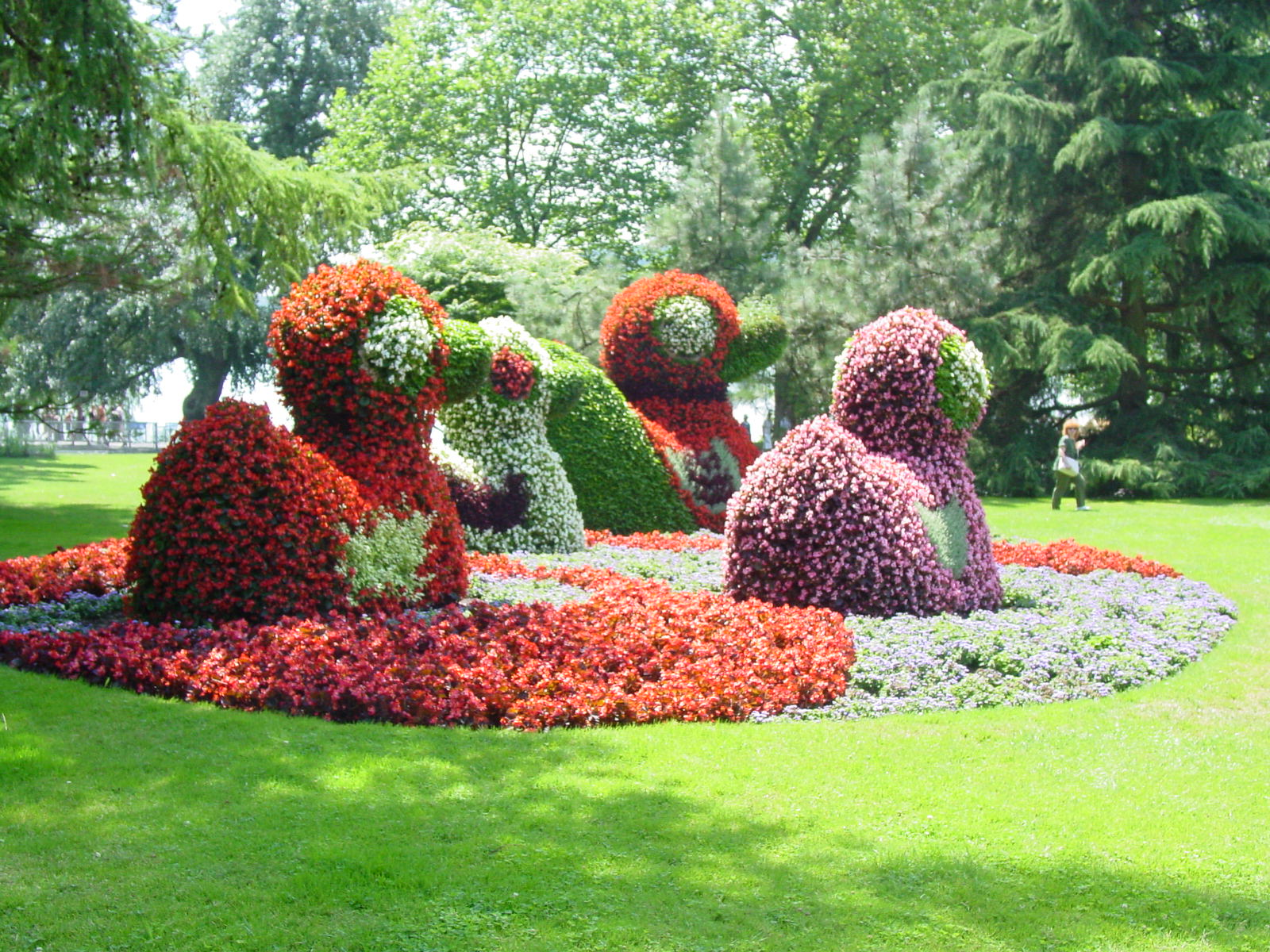
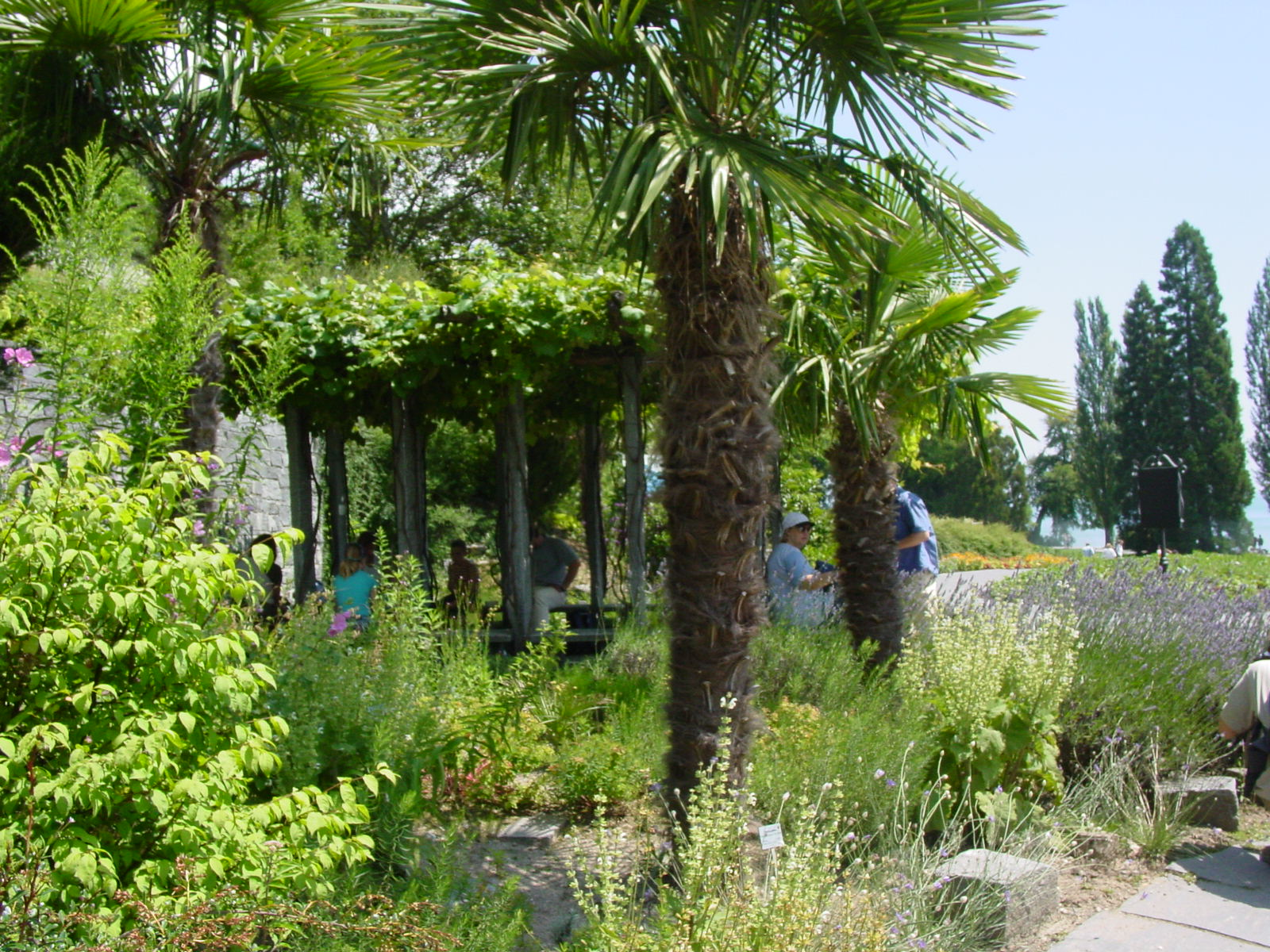